# Atyriodes velina
Atyriodes velina är en fjärilsart som beskrevs av Druce. Atyriodes velina ingår i släktet Atyriodes och familjen mätare. Inga underarter finns listade i Catalogue of Life.